# Chloris castilloniana
Chloris castilloniana là một loài thực vật có hoa trong họ Hòa thảo. Loài này được Parodi mô tả khoa học đầu tiên năm 1918.